# 慈溪杨梅

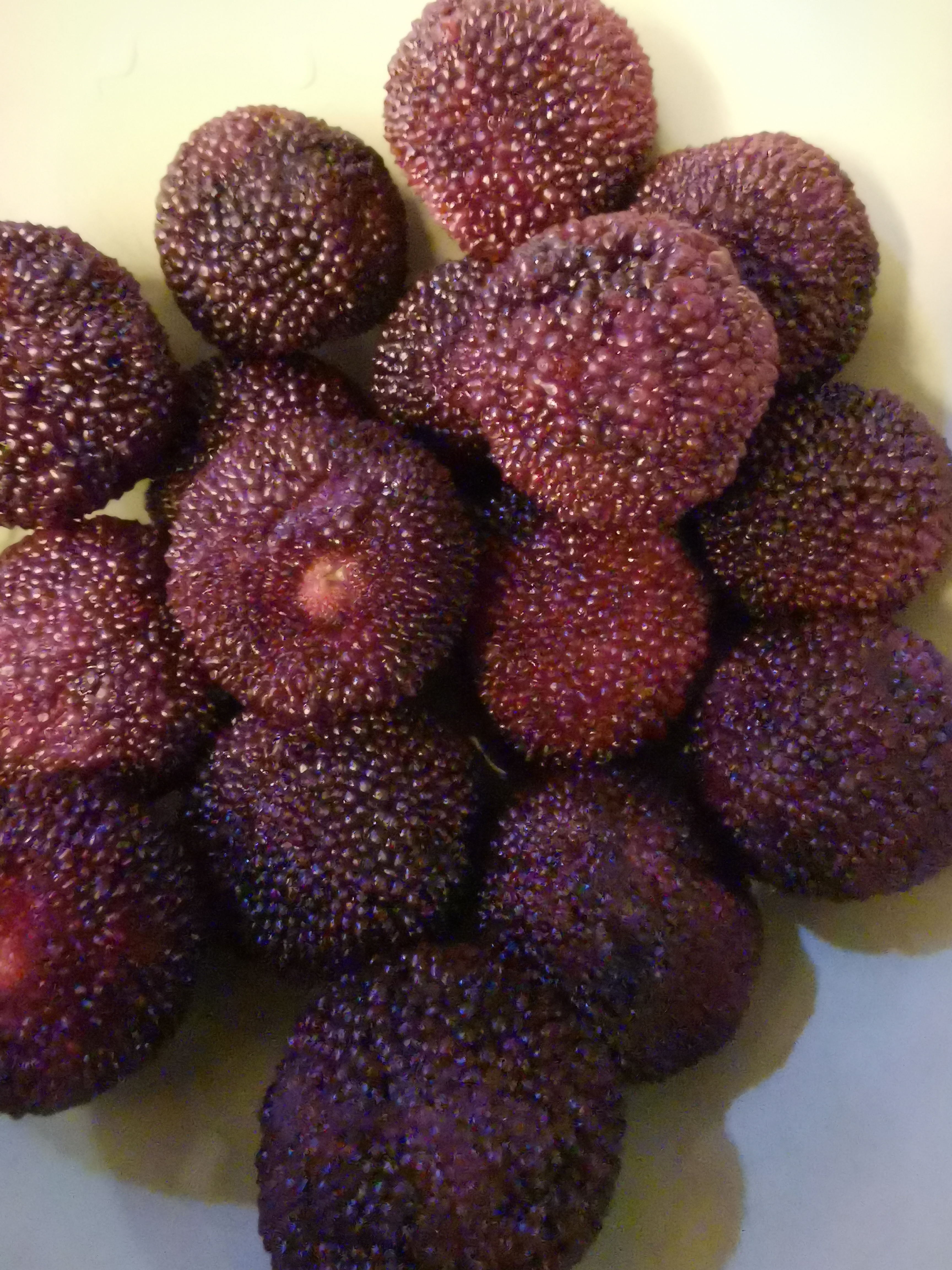
慈溪杨梅

慈溪杨梅，是指中华人民共和国浙江省慈溪市当地的特产杨梅、中国地理标志产品。

## 特点
杨梅是慈溪当地的主要水果特产，其生产的杨梅果大、色紫、味甜，主要采摘期为每年6月。1996年3月，中华人民共和国农业部命名慈溪市横河镇为“中国杨梅之乡”。为促进当地农业及旅游发展，慈溪市人大常委会于1989年决定每年6月28日为杨梅节。其邻近的余姚市也出于相同目的，举办杨梅节。2004年12月13日，当地政府申请中国地理标志产品保护。2009年12月14日，国家工商总局商标局核准“慈溪杨梅”证明商标。